# Anguk (metropolitana di Seul)
Anguk (안국역 - 安國驛, Anguk-yeok) è una stazione della metropolitana di Seul servita dalla linea 3 della metropolitana di Seul. Si trova al centro della città nel quartiere di Jongno-gu, e nelle vicinanze sono presenti molte attrazioni turistiche del centro storico della città, come il palazzo del Changdeokgung, il villaggio hanok di Bukchon, il tempio buddhista di Jogyesa e la strada di negozi di souvenir di Insadong.

## Linee
Seoul Metro
● Linea 3 (Codice: 328)

## Struttura
La fermata della linea 3 è costituita da una banchina centrale con due binari passanti protetti da porte di banchina.
| Direzione Daehwa | ● Linea 3 | per Gyeongbokgung, Yeonsinnae, Gupabal, Daegok e Daehwa |
| Direzione Ogeum  | ● Linea 3 | per Jongno 3-ga, Gosok-Terminal, Yangjae, Suseo e Ogeum |

## Stazioni adiacenti
| «             | Servizio | »           |
| Linea 3       | Linea 3  | Linea 3     |
| ------------- | -------- | ----------- |
| Gyeongbokgung | -        | Jongno 3-ga |